# Non è facile avere 18 anni
Non è facile avere 18 anni è il secondo album della cantante italiana Rita Pavone, pubblicato su vinile dall'etichetta discografica RCA nel 1964.
In quel periodo la popolarità della cantante era in grande ascesa, grazie ai molti singoli di successo pubblicati su 45 giri: Cuore, versione italiana della hit statunitense scritta da Barry Mann e Cynthia Weil e interpretata da Wayne Newton Heart (I Hear Your Beating), che il 6 luglio 1963 arriva prima per 9 settimane; Non è facile avere 18 anni, che arriva prima il 25 gennaio 1964 per due settimane; Datemi un martello (adattamento italiano di Sergio Bardotti di If I Had a Hammer).
Fu pubblicato quindi, a stretto giro dal primo, un secondo LP che raccoglieva alcuni dei brani già pubblicati ed altri inediti.

## Edizioni
L'album è stato stampato in Italia in LP dalla RCA Italiana in versione mono con copertina apribile, con numero di catalogo PML 10360. Questa versione fu pubblicata anche sul mercato statunitense. Nel 1964 fu ristampato in Italia con copertina ad astuccio, mantenendo lo stesso numero di catalogo. Nello stesso anno fu distribuito anche in sud America dalla RCA Victor, in paesi quali Francia, Venezuela, Perù, Brasile (dove è stato distribuito col titolo Meus 18 anos) ed Argentina (dove è stato distribuito col titolo Otra Vez Rita).
Nel 1988 la cantante brasiliana Gabriela apre il suo album Não é fácil chegar aos 15 anos proprio con il brano Não é fácil (Non è facile avere 18 anni) duettando con Rita; nello stesso album c'è la versione portoghese di Che m'importa del mondo con il titolo Que me importa o mundo.
L'album fu pubblicato per la prima volta in CD nel 2015 in Francia, ad opera dell'etichetta RDM Edition, con numero di catalogo CD853 e a Panama per la Caliente Producciones con numero di catalogo CPP5220/RP002. L'album è presente anche in digitale e nelle piattaforme streaming.

## Tracce

### Lato A
1. Non è facile avere 18 anni (Andrea Bernabini) - 2:40
2. Somigli ad un'oca (Franco Migliacci) - 2:25
3. Ti vorrei parlare (Carlo Rossi/Roby Ferrante) - 2:00
4. Se fossi un uomo (Carlo Rossi) - 2:02
5. Quando sogno (Giuseppe Gallazzi) - 2:07
6. Cuore (Carlo Rossi) - 2:25

### Lato B
1. Che m'importa del mondo (Franco Migliacci/Luis Bacalov) - 2:22
2. Son finite le vacanze (Carlo Rossi/Mario Cantini) - 2:16
3. Bianco Natale (Devilli) - 2:30
4. Non c'è un po' di pentimento (Gianni Meccia) - 2:00
5. Sotto il francobollo (Carlo Rossi/Luis Bacalov) - 2:16
6. Auguri a te (Carlo Rossi/Luis Bacalov) - 2:29

## Formazione
- Rita Pavone - voce
- Luis Enriquez Bacalov - arrangiamento orchestra
- Werner Müller -  arrangiamento orchestra
- I 4 + 4 di Nora Orlandi - cori